# Seyrigiella superba
Seyrigiella superba är en stekelart som beskrevs av Heinrich 1938. Seyrigiella superba ingår i släktet Seyrigiella och familjen brokparasitsteklar. Inga underarter finns listade i Catalogue of Life.